# Prague (Nebraska)
Pour les articles homonymes, voir Prague (homonymie).
Prague est un village du comté de Saunders, dans l'État du Nebraska, aux États-Unis. En 2020, il comptait une population de 291 habitants.